# Nawaschino
Nawaschino (russisch Навашино) ist eine Stadt in der Oblast Nischni Nowgorod (Russland) mit 16.416 Einwohnern (Stand 14. Oktober 2010).

## Geografie
Die Stadt liegt etwa 160 km südwestlich der Oblasthauptstadt Nischni Nowgorod am Flüsschen Weletma unweit dessen Mündung in die Oka, einen rechten Nebenfluss der Wolga, gegenüber der Großstadt Murom.
Nawaschino ist Verwaltungszentrum des gleichnamigen Rajons.

## Geschichte
Im Gebiet der heutigen Stadt existierten vor Beginn des 20. Jahrhunderts die Dörfer Mordowschtschikowo und Lipnja. Als 1912 die Eisenbahnstrecke Moskau–Kasan durch die Gegend geführt wurde, entstand die Station Nawaschino, benannt nach einem weiteren nahen Dorf (alternative Schreibweise Nowaschino, auch Nowoschino).
Mordowschtschikowo erhielt 1928 den Status einer Siedlung städtischen Typs. 1957 wurden die gewachsenen Orte vereinigt und erhielten als Nawaschino das Stadtrecht.

### Bevölkerungsentwicklung
| Jahr | Einwohner |
| ---- | --------- |
| 1939 | 4.506     |
| 1959 | 12.460    |
| 1970 | 16.656    |
| 1979 | 17.490    |
| 1989 | 18.946    |
| 2002 | 17.810    |
| 2010 | 16.416    |

Anmerkung: Volkszählungsdaten (1939 Siedlung Mordowschtschikowo)

## Kultur und Sehenswürdigkeiten
Die Stadt besitzt ein Heimatmuseum.
Im Dorf Dedowo des Rajons Nawaschino steht die Erlöserkirche (Спасская церковь/Spasskaja zerkow) von 1670. In den Dörfern Jefanowo, Monakowo und Spas-Sedtschino sind Parkanlagen um ehemalige Adelslandsitze erhalten.
Im Rajon gibt es archäologische Fundstätten (Siedlungsreste, Grabhügel) der bronzezeitlichen Wolossowo- und Posdnjakowo-Kulturen.

## Wirtschaft und Infrastruktur

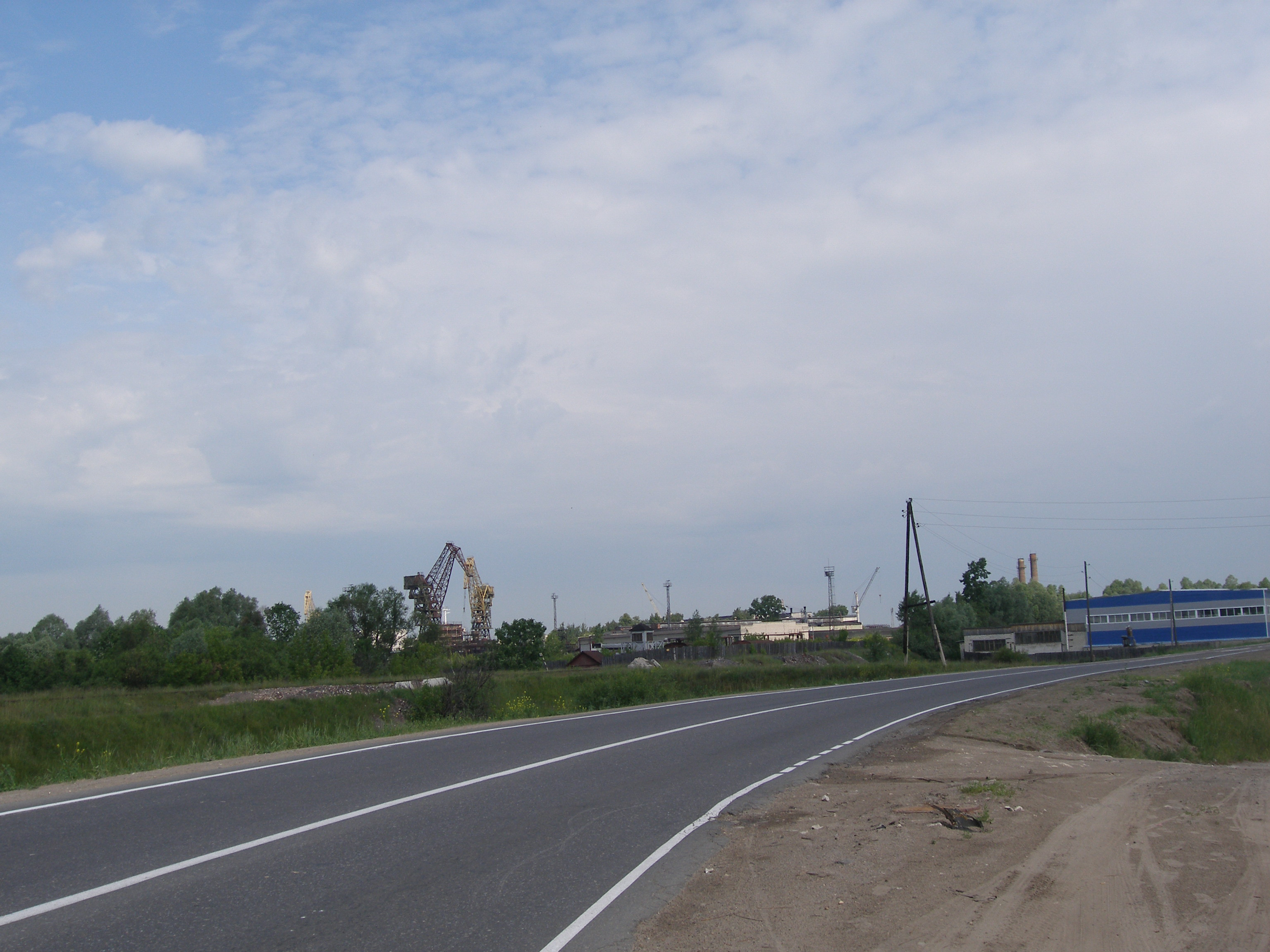
Eine Straße am Stadtrand von Nawaschino

In Nawaschino gibt es eine ursprünglich 1907 gegründete Flussschiffswerft an einem Nebenarm der Oka (Okskaja Sudowerf), eine Maschinenfabrik sowie Betriebe der Baumaterialien- und Lebensmittelindustrie.
Die Stadt liegt an der auf diesem Abschnitt 1912 eröffneten Eisenbahnstrecke Moskau–Arsamas–Kasan (Streckenkilometer 299), von welcher hier Nebenstrecken (nur Güterverkehr) nach Wyksa und Kulebaki abgehen. Durch Nawaschino führt auch die Straße R72 (Wladimir–Murom–Arsamas), von welcher nordwestlich der Stadt die R125 über Pawlowo nach Nischni Nowgorod abzweigt.

## Persönlichkeiten
- Iwan Gubkin (1871–1939), Geologe und Akademiemitglied, geboren in Posdnjakowo bei Nawaschino